# 柿崎宏江
柿崎 宏江（かきざき ひろえ、1969年4月12日 - ）は、秋田県出身の元女子バスケットボール選手である。現姓・石川。ニックネームは「ヒロ」。

## 来歴
湯沢北高校からシャンソン化粧品マジックに所属し、主将として公式戦54連勝、リーグ10連覇の黄金時代に貢献。
全日本にも選ばれ、1990・1994年世界選手権に出場。1994年広島アジア大会では銀メダルを獲得。
引退後は普及活動を行っている。
現在は湯沢市在住。2児の母。

## 日本代表歴
- 1990世界選手権
- 1992バルセロナ五輪予選
- 1994世界選手権
- 1994広島アジア大会

## 受賞歴
- 1994オールジャパンベスト5
- Wリーグ1994-1995MVP